# Норман-Эренфельс, Карл Фридрих Лебрехт фон
Карл Фридрих Лебрехт фон Норман-Эренфельс (нем. Karl Friedrich Lebrecht von Normann-Ehrenfels; 14 сентября 1784, Штутгарт, Вюртемберг — 15 ноября 1822, Месолонгион, Греция, Османская империя) — граф, вюртембергский генерал, филэллин, герой Освободительной войны Греции 1821—1829 годов.

## Биография
Карл Фридрих сын вюртембергского государственного министра графа Филиппа фон Нормана. В 1799 году поступил на австрийскую службу в австрийский кирасирский полк. В декабре 1799 года произведён в чин лейтенанта. В 1803 году отец настоял, чтобы Норман-Эренфельс перешёл в армию Вюртемберга, где он получил чин премьер-лейтенанта.
Участник кампании 1805 года в Силезии. В 1807 году произведен в майоры, в конце 1809 года в подполковники. С 1810 года командир гвардейского (вюртембергского) полка легкой кавалерии в составе Императорской гвардии Большой армии Наполеона. Участник похода в Россию (1812 год). В 1813 году произведен в генерал-майоры; в сражении при Кицене командовал вюртембергской кавалерийской бригадой.
Во главе вюртембергских войск на третий день «Битвы народов» у города Лейпциг перешел на сторону союзников, со своей бригадой и одной конной батареей, под условием их свободного пропуска в королевство Вюртемберг. Преданный за это суду и исключённый из службы, он удалился в Вену.

## В Греции
В январе 1822 года генерал Норман с группой филэллинов (47 добровольцев) отправился в Грецию, для участия в освободительной войне греков против турок. 7 февраля 1822 года он высадился в Наварине (Пилос) и, назначенный комендантом этого города, отразил нападение турок. Генерал примкнул к первому регулярному батальону греческой армии 560 человек личного состава, в рядах которого было 93 филэллинов, из них 52 немца. Большинство филэллинов были в прошлом офицерами.
4 июля 1822 года, около села Пета, ном Арта, Эпир, экспедиционный корпус повстанцев потерпел поражение. Батальон регулярной армии сражался героически. Тяжело раненый Норман, обращаясь к возглавлявшему экспедицию Александру Маврокордато, сказал: «Князь, мы потеряли всё, кроме чести».
Генерал Норман был доставлен в город Месолонгион, но вскоре умер от ран. В другом источнике указано что после поражения греков у Петы, Норман-Эренфельс, с остатками своего батальона, вёл партизанскую воину в горах, против османов, а затем участвовал в защите крепости Миссолунги, где и умер. В честь генерала защитники города назвали его именем один из бастионов Месолонгиона.